# Kubanski sendvič
Kubanski sendvič je vrsta jela koja se sastoji od slojeva šunke, pečene svinjetine, sira i kiselih krastavčiča koji se slažu između kriški kubanskog hleba (koji iako ukusan sam po sebi), daje sjajan ukus ovom jelu. Kubanski sendvič, koji iko je nastao na Kubi s početka 19. veka, pre više od jednog veka postao je popularaniji van granica Kube (na kojoj se danas retko pravi na tradicionalan način), prvo na Floridi kao jako popularna hrana kod prve generacije kubanskih imigranata koji su radili u fabrikama cigara u Tampi na Floridi, a potom i u drugim krajevima sveta. Ovaj ukusni sendvič koji na izgled podseća na američki „submarinski sendvič” ali on napravljen od bageta (sličnog kubanskom hlebu), i za razliku od kubanskog sendviča obično se puni mesom, sirom i povrćem (zelene salate, paradajza i luk).
Koje je pravo poreklo i vreme nastanka kubanskog sendvića nije utvrđeno, istoričar Loi Glenn Vestfall kaže da je: sendvič rođen na Kubi a usavršen u Ki Vestu na Floridi.

## Nazivi
Kubanski sendvič — kubanski miks — miksto — kubanski presovani sendvič — kubano.

## Opšte informacije
Većina ljubitelja kubanskog sendviča slaže se da je najvažniji element sjajnog kubanskog sendviča, ne samo kubanski hleb već i pravilno pečenje (tostiranje) u električnoj presi za sendvič zvanoj plancha, u kojoj se prvo šunka, svinjetina. sir i kiseli krastavćiči zagreju vlastitom parom, a potom se tačno doziranih pritiskom pod uticajem toplote svi sastojci testiraju sve dok se ne spoje u kompktni i hrskavi pravougani sendvić.
Najvažniji deo kubanskog sendviča je hleb. To nije obični hleb, već kubanski hleb, za koga sladokusci kažu da se danas ne može naći izvan Tampe ili Majamija. Italijanski ili francuski baget prihvatljive su zamene za kubanski hleb u drugim delovima sveta, ali nisu prave. Za razliku od bagera Kubanski hleb je poznat po tome što se razdvaja ili cveta po sredini svoje kore. Ova dugačka, hrskava veknica sadrži nežnu, ali ne i meku unutrašnjost. Kubanski hleb za pripremu kubanskog sendviča je najbolji kad se jede istog dana kada je i spremljen, jer sadrži masnoću, koja se nakon otprilike jednog dana, stvrdne, a hleb se osuši.
Za izradu ovih sendviča uglavnom se ne koriste majonez, zelena salata, ili povrće (luk, paprika, paradajez), mada neki ljubitelji ovih sendviča (zavisno od tražita), pored osnovnih sastojaka koriste majonez, senf i maslac.
Kao i kubanski hleb i kubanski sendviči se prodaju i jedu topli ili na sobnoj temperaturi, najbolje kada su sveži, jer brzo gube ukus nakon dužeg stajanja.

## Istorija
Tačno poreklo kubanskog sendviča kao i kubanskog hleba, glavnog sastojka ovog sendviča, teško je utvrditi. Krajem 1800-ih i početkom 1900-ih, putovanje između Kube i Floride (udaljene samo 90 milja), bilo je lako, posebno do i iz Ki Vesta i Tampa, pa su Kubanci često putovali na ovoj realciji tražeči zaposlenja, seleći proizvodnju cigara u Ameriku, ličnog zadovoljstva i porodičnih poseta ranije emigriralim članovima porodice. Zbog tog neprestanog i uglavnom nedovoljno dokumentiranog kretanja ljudi, kulture i ideja, nemoguće je tačno reći kada je i gde je kubanski sendvič nastao.

### Dve verzije o nastanku kubanskog sendviča
Prva verzija
Sendvič je kubanska tradicija od početka 1500-ih. godina, i na Kubi, on nije bio poznat kao kubanski sendvič, već se jednostavno zvao „sendvič” ili „sendvič miksto”. Budući da je napravljen na Kubi s kubanskim hlebom, nije bilo potrebe da ga nazivaju kubanskim sendvičem. Današnji naziv on je dobio mnogo kasnije kada je recept za njegovu pripremu napustio Kubu.
Tradicionalni sendvič na Kubi razvijao se skoro 400 godina da bi konačno s početka 20. veka dobio oblik i uksu kakav poznajemo danas. Glavni sastojci za izradu sendviča Kubanci su proizvodili po receptu Španaca (pršutu i sir) mada su i prvobitni stanovnici Kube, Taino/Arakaks, pravili sir i pekli svinjsko meso. Na Kubi, kada obična šunka nije bila dostupna ili je bila skupa, koriščena je jamonada (koja je bila više po uzoru na seckanu šunku). Također u prošlim stolećima kada hleb nije bio dostupan, koriščen je hleb casabe (hrskavi pljosnati hleb izrađen od cassava brašna ili tapioka brašna) kao logična zamena. To se pre svega događalo uglavnom u provinciji Oriente, a manje u središnjim provincijama Kube.

Kubanski sendvič, kao što mu sam naziv kaže, najverovatnije je masovno počeo da se konzumira u drugoj polovini 19. veka, kao uobičajeni obrok za ručak među radnicima u kubanskim fabrikama cigara i šećera (posebno u velikim gradovima poput Havane). Raúl Musibay navodi da su vlasnici fabrika...
...kako su „senviči” bili vrlo popularni među radnicima u kubanskim fabrikama šećera, postavljali restorane unutar šečerana i prodavali sendviče radnicima na pauzama za ručak.
Jedan članak iz 1934. godine sa Kube po prvi put spominje podatak da je do 1930-tih godina sendvič „miksto” kao celovito jelo od kubanskog heba, šunke, pečene svinjetine, švajcarskog sira, kiselih krastavaca i senfa, bio uobičajeni obrok u jelovnicima brojnih kafeterija i restorana na Kubi.
Druga verzija
Kubanski sendvič, pod ovim nazivom, nastao je među prvom generacijom emigranata sa Kube u Ki Vestu na Floriidi, kad su kubanski radnici, od 1860-tih godina u potrazi za poslom često putovali na Floridu, i tamo radili u fabrikama cigara. U Ki Vestu je tih godina bilo dvadeset i devet fabrika cigara sa po sto zaposlenih koji su dnevno proizvodili 171.000 cigara. Ovo je označilo početak značajnog kubanskog utecaja na Ki Vest-u i ostalom delu Floride koji se nastavila i do danas. Dođavši na ovaj prostor Kubanci su sa sobom poneli i tradicionalni način ishrane. Tako se „senviča miksto”, transformiso u kubanski sendvič, kao neka vrsta nostalgije za hranom iz domovine, i postao uobičajeni obrok u prvim decenijama 20. veka ne samo među radnicima u fabrikama cigara, kojima su prodavani po 15 centi, već i među gostima u kafićima i restoranim u Ki Vestu i još nekim područjima na Floridi. kraja 1960-tih kubanski sendviči su masovno postali uobičajeno jelo ne samo u Ki Vestu, već i u kafićima i restoranima u Majamiju, u zajednici koja je poznata kao Mala Havana, jer su je činili kubanski emigranti koji su izbegli u Sjedinjene Američke Države nakon kubanske revolucije 1959. godine. Zajednica je sa sobom doneli svoju kulturu i kulinarske sklonosti odnosno kulinarsku tradiciju Kube i izmienila je stil ishrane Južne Floride. Veći restorani u Majamiju vremenom su postali veliki proizvođači sendviča na istaknutim lokacijama u gradu gde su svi mogli uživati u predstavi izrade ovih senviča. Naime naoružan dugim, tankim, nazubljenim nožem, proizvođač sendviča stručno režu šunku i svinjetinu, obično iz celog svinjskog buta. Koristeći ravnu površinu širokog noža, on vešto slažu slojeve šunke mesa, sira i krastavčića na sendvič.
Iako je originalni kubanski sendvič sve popularniji u mnogim zemljama sveta, on se trenutno u kubanskim zajednicama na tim prostorima pravi u različite varijantama i sa izmewenim sastojcima.
Još jedan aspekt po kome se današnji kubansk sendvič razlikuje od onog klasičnog, poreklom sa Kube, je taj što se on tostira u peći (La Plancha), kako bi bio hrskav i topao.

## Spoljašnje veze
- Kubanski hleb
- Welcome To Cuban Sandwich City — Cigar City Magazine (језик: енглески)